# Jack Crawford (tenisista)
Jack Crawford, właśc. John Herbert Crawford (ur. 22 marca 1908 w Albury, Nowa Południowa Walia, zm. 10 września 1991 w Sydney) – australijski tenisista, zwycięzca sześciu turniejów wielkoszlemowych w grze pojedynczej oraz jedenastu w grze podwójnej i mieszanej, reprezentant w Pucharze Davisa.

## Kariera tenisowa
Praworęczny Crawford słynął z eleganckiego stylu gry, przede wszystkim klasycznych, precyzyjnych uderzeń z głębi kortu. W 1933 był pierwszym graczem, który stanął przed szansą wygrania Wielkiego Szlema. W finale mistrzostw Australii pokonał Keitha Gledhilla 2:6, 7:5, 6:3, 6:2, następnie w mistrzostwach Francji Henri Cocheta 8:6, 6:1, 6:3. Finał wimbledoński 1933 przeszedł do historii jako jeden z najciekawszych (m.in. w opinii Ala Laneya). Crawford pokonał w półfinale Japończyka Jirō Satō i zmierzył się w finale z Ellsworthem Vinesem. Dla wyniku meczu kluczowe okazały się dwa momenty – drugi set, w którym Crawford dwukrotnie wygrywał swoje gemy serwisowe ze stanu 0:40, by ostatecznie jedyny raz przełamać rywala i wygrać 11:9 oraz końcówka piątego seta, kiedy przy stanie 4:4 Australijczyk niespodziewanie zmienił taktykę i zagrał kilka punktów stylem „serwis-wolej”, czym kompletnie zaskoczył Vinesa. Ostatecznie Crawford triumfował 4:6, 11:9, 6:2, 2:6, 6:4, tym samym do mistrzostw USA przystępował z trzema wygranymi wielkoszlemowymi. Do skompletowania Wielkiego Szlema zabrakło mu jednego seta – w półfinale pokonał Franka Shieldsa, a w finale prowadził z Fredem Perrym 2:1 w setach. Do finałowej porażki Crawforda przyczyniły się problemy zdrowotne (chorował na astmę), co dobitnie pokazuje wynik ostatnich dwóch setów finału mistrzostw USA 1933 – 3:6, 13:11, 6:4, 0:6, 1:6. Tym samym nie padł pierwszy w historii tenisowy Wielki Szlem – pięć lat później stało się to udziałem Amerykanina Dona Budge’a.
Crawford cieszył się dużą popularnością wśród widzów. W czołowej dziesiątce rankingu światowego, prowadzonego przez pismo „Daily Telegraph”, znajdował się nieprzerwanie w latach 1932–1937, w tym jako lider w 1933 (poza turniejami wielkoszlemowymi wygrał wówczas trzynaście mniejszych imprez). W międzynarodowych mistrzostwach Australii w grze pojedynczej triumfował łącznie cztery razy, również cztery razy wygrywał ten turniej w deblu, a trzy w mikście, razem z żoną Marjorie. Ponadto trzy razy przegrywał w finale singla mistrzostw Australii, ostatni raz w 1940, kiedy w półfinale wyeliminował obrońcę tytułu Johna Bromwicha, a w decydującym meczu uległ Adrianowi Quistowi. Odnosił zwycięstwa we wszystkich konkurencjach także na Wimbledonie i w mistrzostwach Francji, nigdy nie wygrał natomiast – w żadnej konkurencji – mistrzostw USA. W zwycięskim deblu na Wimbledonie partnerował w 1935 Quistowi, w mikście w 1930 Elizabeth Ryan. W 1931, kiedy Crawford wygrywał po raz pierwszy mistrzostwa Australii (w finale z Harrym Hopmanem), jego żona przegrała finał tego turnieju z Coral McInnes Buttsworth.
Występował w reprezentacji Australii w Pucharze Davisa w latach 1928, 1930 i 1932-1937. W 1936 przyczynił się do pierwszego od 13 lat awansu zespołu australijskiego do finału, zdobywając kluczowe punkty w meczu z Amerykanami (pokonał Wilmera Allisona) i Niemcami. W finale z broniącymi trofeum Brytyjczykami zdobył jednak punkt jedynie w deblu (z Quistem), a w singlu przegrał zarówno z Perrym, jak i Austinem. Był również w składzie zwycięskiej ekipy w 1939, ale w żadnym meczu nie wystąpił. Łączny bilans jego występów w Pucharze Davisa to 36 zwycięstw i 21 porażek, z czego w singlu 23 zwycięstwa i 16 porażek.
Wymieniony przez Jacka Kramera w gronie 21 najlepszych zawodników w historii, w 1979 został uhonorowany miejscem w Międzynarodowej Tenisowej Galerii Sławy.

## Osiągnięcia w turniejachwielkoszlemowych
- mistrzostwa Australii
  - gra pojedyncza – wygrane 1931, 1932, 1933, 1935, finały 1934, 1936, 1940
  - gra podwójna – wygrane 1929, 1930 (oba z Harrym Hopmanem), 1932 (z Garem Moonem), 1935 (z Vivem McGrathem), finały 1931 (z Harrym Hopmanem), 1933 (z Garem Moonem), 1936, 1940 (oba z Vivem McGrathem)
  - gra mieszana – wygrane 1931, 1932, 1933, finały 1929, 1930 (wszystkie z Marjorie Cox Crawford)
- mistrzostwa Francji
  - gra pojedyncza – wygrana 1933, finał 1934
  - gra podwójna – wygrana 1935 (z Adrianem Quistem), finał 1934 (z Vivem McGrathem)
  - gra mieszana – wygrana 1933 (z Margaret Scriven)
- Wimbledon
  - gra pojedyncza – wygrana 1933, finał 1934
  - gra podwójna – wygrana 1935 (z Adrianem Quistem)
  - gra mieszana – wygrana 1930 (z Elizabeth Ryan), finał 1928 (z Daphne Akhurst)
- mistrzostwa USA
  - gra pojedyncza – finał 1933
  - gra podwójna – finał 1939 (z Harrym Hopmanem)

## Finały wielkoszlemowe w grze pojedynczej
- mistrzostwa Australii 1931 – 6:4, 6:2, 2:6, 6:1 z Harrym Hopmanem
- mistrzostwa Australii 1932 – 4:6, 6:3, 3:6, 6:3, 6:1 z Harrym Hopmanem
- mistrzostwa Australii 1933 – 2:6, 7:5, 6:3, 6:2 z Keithem Gledhillem
- mistrzostwa Francji 1933 – 8:6, 6:1, 6:3 z Henrim Cochetem
- Wimbledon 1933 – 4:6, 11:9, 6:2, 2:6, 6:4 z Ellsworthem Vinesem
- mistrzostwa USA 1933 – 3:6, 13:11, 6:4, 0:6, 1:6 z Fredem Perrym
- mistrzostwa Australii 1934 – 3:6, 5:7, 1:6 z Fredem Perrym
- mistrzostwa Francji 1934 – 4:6, 9:7, 6:3, 5:7, 3:6 z Gottfriedem von Crammem
- Wimbledon 1934 – 3:6, 0:6, 5:7 z Fredem Perrym
- mistrzostwa Australii 1935 – 2:6, 6:4, 6:4, 6:4 z Fredem Perrym
- mistrzostwa Australii 1936 – 2:6, 3:6, 6:4, 6:4, 7:9 z Adrianem Quistem
- mistrzostwa Australii 1940 – 3:6, 1:6, 2:6 z Adrianem Quistem